# Давидсон Роман Єлизаветович
Роман Єлизаветович Давидсон (нар. 1893, Лігатненська волость Ризького повіту Ліфляндської губернії, тепер Латвія — розстріляний 27 листопада 1937, місто Москва, тепер Російська Федерація) — радянський державний і партійний діяч, секретар Московського міського комітету ВКП(б), голова Московської міської та обласної рад профспілок. Член Центральної Ревізійної Комісії ВКП(б) у 1930—1934 роках. Член Комісії партійного контролю при ЦК ВКП(б) у 1934—1937 роках.

## Життєпис
Народився в родині наймита. У 1905 році закінчив сільську школу, а у 1908 році — парафіяльне училище.
У 1909—1915 роках — робітник, маляр вагонобудівного заводу «Фенікс»; підручний слюсаря взуттєвої фабрики «Матіссон» у Ризі.
Член РСДРП(б) з вересня 1910 року.
У 1915—1918 роках — підручний слюсаря заводу Російського товариства «Загальна компанія електрики»; шліфувальник Російсько-Балтійського заводу в Петрограді.
У березні — червні 1918 року — заступник голови Західно-Сибірської контрольної колегії в Омську.
З червня 1918 по листопад 1919 року — на підпільній роботі в Омську та Калачинську Тюкалінського повіту Тобольської губернії.
У листопаді 1919 — квітні 1920 року — голова Тюменського губернського комітету РКП(б).
У квітні 1920 — жовтні 1921 року — завідувач організаційного відділу Херсонського губернського комітету КП(б)У, завідувач підвідділу Херсонського губернського земельного відділу в місті Миколаєві.
У жовтні 1921 — вересні 1922 року — сільськогосподарський робітник, голова місцевого комітету радгоспу «Карачарово» Клинського повіту Московської губернії.
У вересні 1922 — 1923 року — секретар правління Латиського педагогічного інституту в Москві.
У 1923 — вересні 1924 року — секретар партійного осередку і заводського комітету взуттєвої фабрики «Свободина» в Москві.
У вересні 1924 — січні 1926 року — інструктор, заступник завідувача відділу Рогозько-Симоновського районного комітету РКП(б) міста Москви.
У січні 1926 — жовтні 1927 року — інструктор Московського міського комітету ВКП(б).
У жовтні 1927 — жовтні 1928 року — секретар партійного осередку Московського кабельного заводу імені Тимофія Баскакова.
У жовтні 1928 — вересні 1930 року — відповідальний секретар Рогозько-Симоновського районного комітету ВКП(б) міста Москви.
У вересні 1930 — 1931 року — завідувач відділу Московського міського комітету ВКП(б).
У 1931 році — заступник голови виконавчого комітету Московської обласної ради.
У жовтні 1931 — січні 1932 року — голова Московської міської ради професійних спілок.
30 січня 1932 — лютий 1934 року — секретар Московського міського комітету ВКП(б) із постачання.
У лютому 1934 — березні 1935 року — голова Московської обласної ради професійних спілок.
Одночасно в лютому 1934 — липні 1935 року — керівник групи із постачання, радянської торгівлі та споживчої кооперації Комісії партійного контролю при ЦК ВКП(б).
У липні 1935 — червні 1937 року — керівник групи харчової промисловості та торгівлі Комісії партійного контролю при ЦК ВКП(б).
15 червня 1937 року заарештований органами НКВС. Засуджений Воєнною колегією Верховного суду СРСР 27 листопада 1937 року до страти, розстріляний того ж дня. Похований на Донському цвинтарі Москви.
4 лютого 1956 року реабілітований, 21 лютого 1956 року посмертно відновлений у партії.